# GP (Automarke)

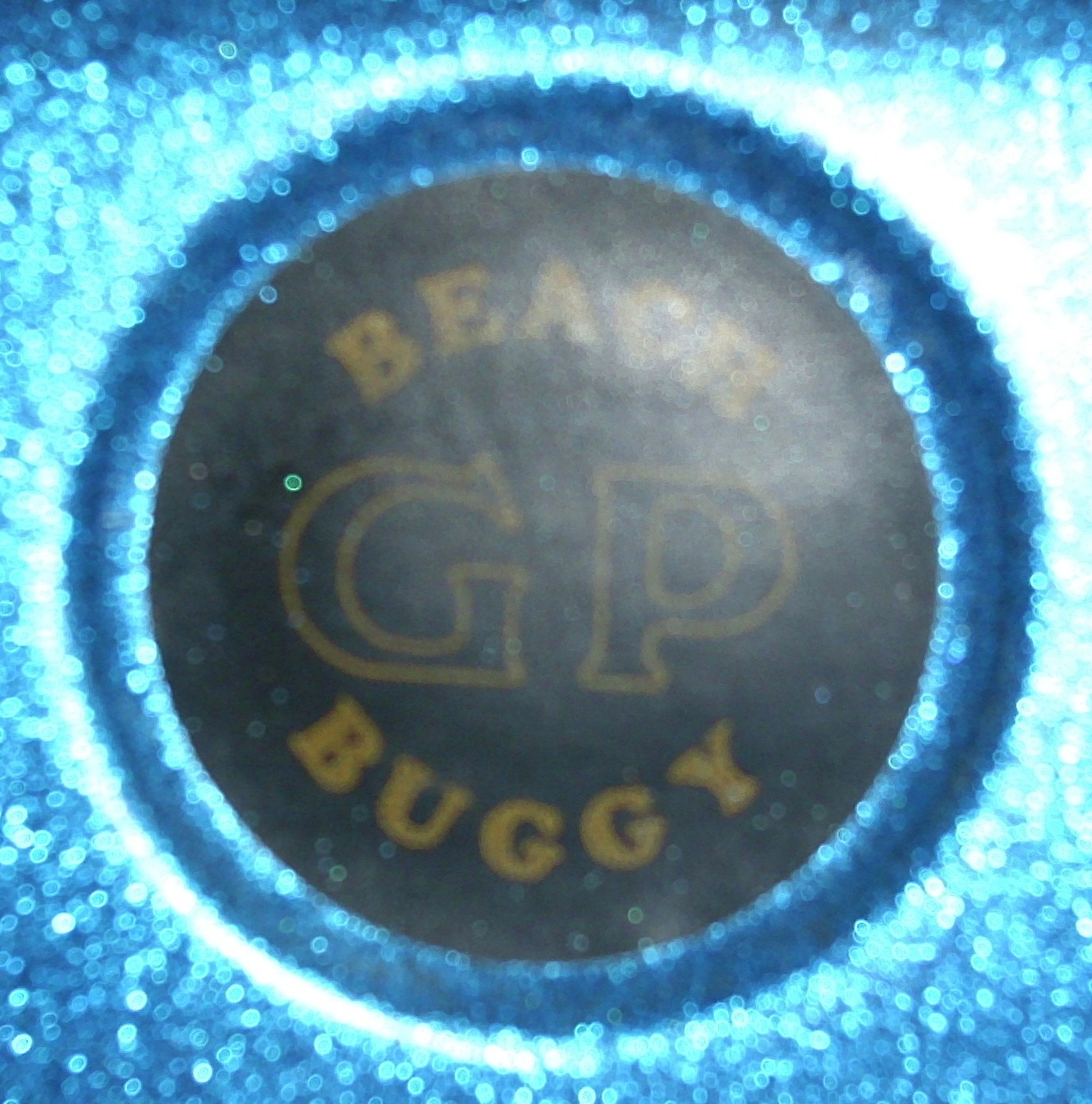
Emblem

GP ist eine britische Automarke.

## Markengeschichte
John Jobber, der zuvor für Jaguar Cars und Brabham tätig war, der Südafrikaner Pierre du Plessis, der bei Lola Cars arbeitete, und Peter Allnutt gründeten 1966 das Unternehmen GP Speedshop in Brentford. GP stand für Grand Prix. Zunächst bereiteten sie Fahrzeuge wie Ford GT 40 und Lola T 70 für Rennen vor, die z. B. Denis Hulme, Frank Gardner und Paul Hawkins fuhren. 1967 wurde du Plessis auf VW-Buggies aufmerksam. 1968 begann die Produktion von Automobilen und Kits. Der Markenname lautete GP. Zu der Zeit wurden monatlich rund 100 Bausätze gefertigt. Im September 1968 erfolgte der Umzug nach Hanworth. Viele ihrer Händler erhielten die Formen zu Versuchszwecken. Einige Händler starteten damit ihre eigene Karriere als Buggy-Hersteller. 1972 waren Fahrzeuge auf dem Genfer Auto-Salon ausgestellt. Ein Feuer zerstörte 1972 die Fabrik, sodass das Unternehmen nach Islington umzog. Im gleichen Jahr wurde innerhalb von Islington erneut umgezogen. 1972 und 1974 gab es Übernahmen, während Jobber weiterhin Direktor war. Während dieser Zeit stieg du Plessis aus, der in seine Heimat zurückkehrte und dort an Peritonitis starb. 1975 übernahm Jobber das Unternehmen wieder und benannte es in GP Concessionaires um. Um 1980 trat Neville Trickett in das Unternehmen ein. 1982 erfolgte die Umbenennung in GP Specialist Vehicles. Zusammen mit einem Umzug nach Princes Risborough im Jahre 1993 erfolgte eine Umbenennung in GP Developments und 1994 in GP Projects. Von 2002 bis 2004 residierte das Unternehmen als GP Technical in Helston.
GP Buggies (1992–2005), GT Mouldings (1987–1991) aus Portslade, Halifax Beetles (2005–2006), Madison Car Company (1989–1999) aus Brands Hatch, später Suffolk sowie OB & D (1989–1995) übernahmen die Produktion einiger Modelle von GP und boten sie weiterhin als GP an. Seit 2006 ist Kingfisher Kustoms aus Birmingham das einzige Unternehmen dieser Art.

## Exporte
Exporte erfolgten bisher nach Frankreich, in die Schweiz, nach Spanien, Deutschland, in den Mittleren Osten, auf die Westindischen Inseln, nach Singapur, Griechenland, Österreich, in die USA, nach Australien und Südafrika.

## Fahrzeuge
Nachstehend eine Übersicht über die Modelle, Zeiträume, ungefähre Produktionszahlen, Hersteller und Kurzbeschreibungen.
| Modell           | Zeitraum  | Stückzahl | Hersteller | Kurzbeschreibung | Foto |
| ---------------- | --------- | --------- | --- | --- | ---- |
| GP Alpine        |           |           | | siehe GP Super Buggy |      |
| GP Buggy         | 1968–     | 4200      | - 1968–1992 GP Projects - 1992–1998 GP Buggies (Roy Pierpont) - 1998–1999 GP Buggies (David Kuschel) - 1999–2005 GP Buggies (Adrian House) - 2005–2006 Halifax Beetles - 2006–aktuell Kingfisher Kustoms | VW-Buggy mit verkürztem Fahrgestell vom VW Käfer. |      |
| GP Camel         | 1977      | 3         | GP Projects | Mehrzweckfahrzeug. |      |
| GP Centron       | 1970–1971 | 12        | GP Projects | Coupé auf Käfer-Fahrgestell. Design von Pierre du Plessis und Val Dare-Bryan, der zuvor bei Unipower tätig war. Statestyle übernahm 1983 die Formen, brachte aber keine weitere Produktion zustande.                                                                                 |      |
| GP Centron II    | 1974–1975 | 4         | GP Projects | Weiterentwicklung des GP Centron. GV Plastics Fibreglass Products (1983–1985) aus St Colomb Major und Alternative Autos (1985–1986) aus Threemilestone als Lalande sowie MDB Sportscars (1986–1988) aus Tredegar als MDB Saphhire versuchten erfolglos, die Produktion fortzusetzen. |      |
| GP Kübelwagen    | 1976–1991 | 30        | - 1976–1983 GP Projects - 1987–1991 GT Mouldings | Nachbau des VW Typ 82 mit Karosserie aus Fiberglas auf dem Fahrgestell vom VW Käfer. Design von Neville Trickett. Etliche dieser Nachbauten wurden im Film Die Brücke von Arnheim eingesetzt. GT Mouldings fertigte lediglich ein Exemplar.                                          |      |
| GP LDV           | 1970–1992 | 250       | GP Projects | LDV stand für Light Delivery Vehicle. Es war eine Art Buggy-Pick-up. Viele Verkäufe in Staaten der Dritten Welt. |      |
| GP Madison       | 1980–1995 | 910       | - 1980–1989 GP Projects - 1989–1995 OB & D | Roadster, der entfernt einem Packard ähnelte. Entwurf von Neville Trickett. Anfangs Heckmotor vom VW Käfer, ab 1983 Frontmotor vom Ford Cortina, ab 1989 Heckmotor von Porsche. Ab 1989 nicht mehr als Bausatz erhältlich. Bufori aus Malaysia übernahm das Projekt.                 |      |
| GP Madison Coupé | 1983–1999 | 10        | - 1983–1989 GP Projects - 1989–1999 Madison Car Company | Coupé im Stile der 1930er Jahre, dem Bugatti Type 57 C Atalante ähnelnd. Frontmotor vom Ford Cortina. |      |
| GP Ranchero      | 1975–1998 | 150       | - 1975–1992 GP Projects - 1992–1998 GP Buggies (Roy Pierpoint) | Kombiversion des GP Super Buggy mit vier Sitzen, präsentiert auf dem Genfer Auto-Salon 1975. |      |
| GP Spyder        | 1982–2003 | 1500      | - 1982–2001 GP Projects - 2001–2003 GP Technical | Nachbau des Porsche 718 RSK, entworfen von Neville Trickett. Wahlweise gekürztes Fahrgestell vom VW Käfer sowie dessen Motor oder Motor von Porsche 911 in Mittelmotorbauweise, später auch Motor vom VW Golf.                                                                       |      |
| GP Super Buggy   | 1970–     | 1600      | - 1970–1992 GP Projects - 1992–1998 GP Buggies (Roy Pierpont) - 1998–1999 GP Buggies (David Kuschel) - 1999–2005 GP Buggies (Adrian House) - 2005–2006 Halifax Beetles - 2006–... Kingfisher Kustoms     | VW-Buggy mit ungekürztem Fahrgestell, vorgestellt auf der Specialist Sports Car Show 1970 in London. |      |
| GP Talon         | 1979–1987 | 155       | GP Projects | Zweisitzer auf ungekürztem VW-Käfer-Fahrgestell, mit Flügeltüren, die herausnehmbar waren. British Sports Cars aus Dortmund bot den Bausatz in Deutschland für 10.150 DM an. Talon Sports Cars übernahm das Projekt 1987 und fertigte sechs Exemplare.                               |      |
| GP Turbo Beetle  | 1984–1985 | 275       | GP Projects | Tuning des VW Käfer nach einer Idee von Alois Barmettler von Albar Fahrzeuge, der davon 200 Stück in der Schweiz verkaufte. |      |